# Implante subdérmico

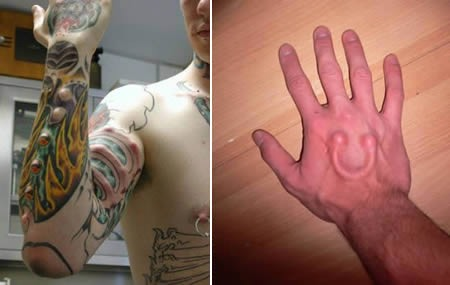
Implantes subdérmicos en el antebrazo, bíceps braquial y en la parte dorsal de la mano.

Un implante subdérmico también conocido como subdermal, subcutáneo, 3d o pocketing es un tipo de modificación corporal que consiste en insertar objetos debajo de la piel. Muchos de estos implantes están hechos de silicio, plástico, politetrafluoroetileno, acero, titanio, metal y materiales orgánicos entre otros, y presentan diferentes tamaños, colores y diseños. Por lo general, la mayoría de las personas que se insertan objetos también presentan otras modificaciones corporales tales como tatuajes, piercings y  escarificaciones.
Este procedimiento se suele realizar en un centro especializado, con todas las medidas de seguridad e higiene y sin anestesia. El corte se realiza con un bisturí u otro objeto previamente esterilizado, después se levanta la piel con un instrumento quirúrgico llamado elevador dermal y por último se introduce el objeto y se sutura la herida.
Los implantes subdérmicos se han vuelto una tendencia en la comunidad que practica la modificación corporal y en la población juvenil.  En la mayoría de ocasiones se realizan con fines médicos, decorativos o estéticos ya sea para darle relieve a un tatuaje o una figura. Existen personas que se han sometido a este procedimiento para asemejarse a un animal o  a un personaje de ciencia ficción, como el caso del venezolano Henry Damon quien se hizo el procedimiento en varias partes de su rostro como las cejas y la frente para parecerse a Red Skull, célebre personaje de Marvel Comics, enemigo del Capitán América y otros personajes.

## Breve historia
El primer implante subdérmico del que se tiene registro se realizó en la década de los años 1990. Uno de los pioneros en este tipo de modificación corporal fue el artista estadounidense Steve Haworth. En su tienda, HTC Body Piercing, en Phoenix, Arizona, empezó a experimentar y practicar este procedimiento.
Otra de las primeras personas en implantarse objetos en la piel fue el estadounidense Shannon Larratt, fundador y editor de la revista electrónica BMEzine —especializada en modificaciones corporales—. Larratt se injertó figuras simétricas en varias partes de su cuerpo en 1994. También le fue practicado a una mujer de Nueva Zelanda, después de que Haworth le sugiriera implantarse varias cuentas en su muñeca. Desde entonces, muchos artistas de diferentes países han realizado este tipo de procedimientos. Algunos de los más reconocidos en la industria son: Samppa Von Cyborg, Max Yampolskiy, Russ Foxx, Brian Decker, Emilio González y Stelarc, este último se implantó quirúrgicamente una oreja cultivada con células en el brazo izquierdo.
Se estima que entre 50 000 y 60 000 personas alrededor del mundo poseen al menos un implante subdérmico en el cuerpo.

## Tipos

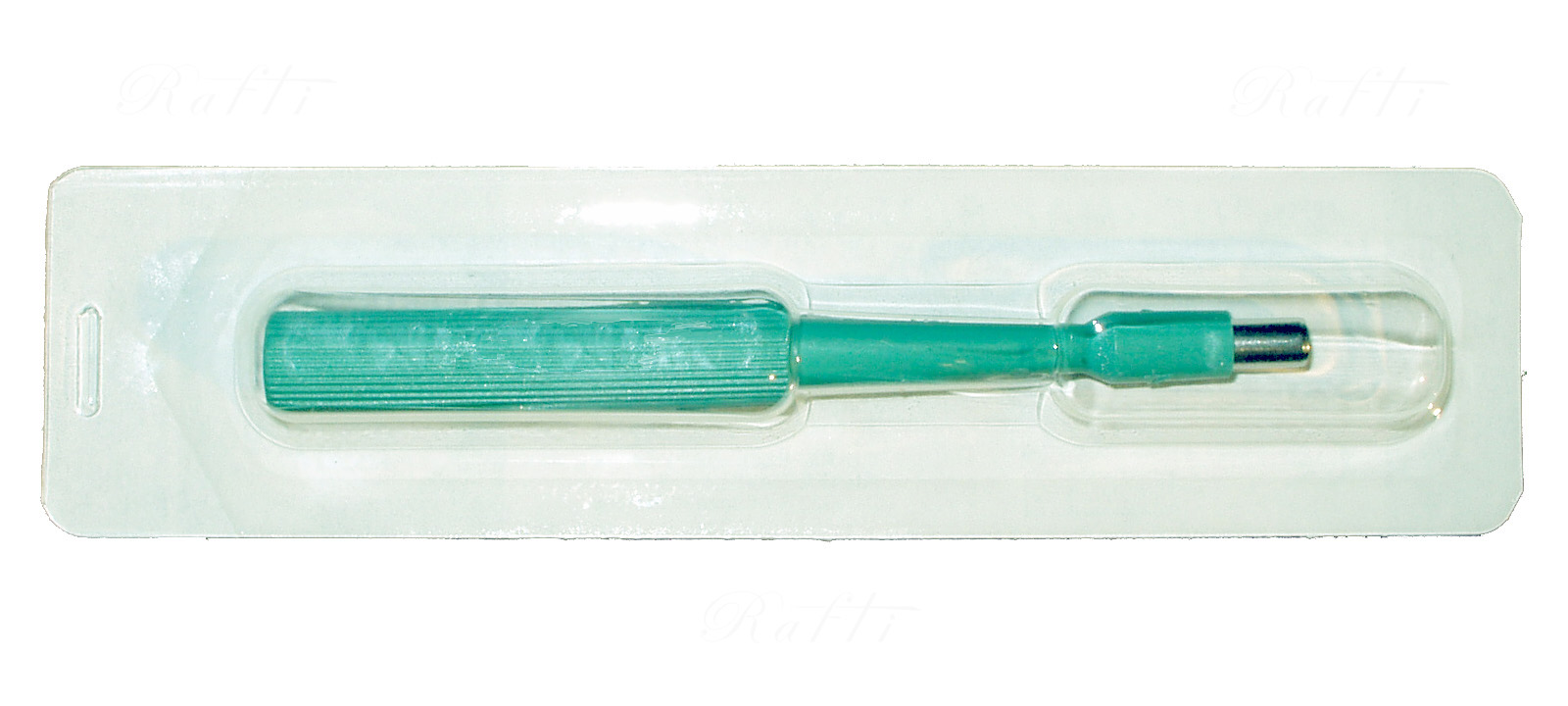
Un sacador cutáneo utilizado en implantes transdérmicos.

De acuerdo con la «Iglesia de la modificación del cuerpo», hay dos tipos principales de implantes: subdérmicos o subcutáneos y transdérmicos. También existen implantes subdérmicos magnéticos.

### Subdérmico
Según la Iglesia de la modificación del cuerpo, los implantes subdérmicos son aquellos que están completamente incrustados debajo de la piel. Estos se utilizan tanto para fines cosméticos o médicos, como el caso del anticonceptivo subdérmico Norplant que se coloca debajo la piel del brazo de la mujer. Los objetos que se implantan pueden crear cualquier forma deseada y, por lo general, son de silicona, teflón y metal, entre otros.
Una de las partes más comunes donde se realiza el procedimiento es la cabeza, más específicamente en la frente, también en los antebrazos, las manos y el pecho. En algunos casos, estas modificaciones pueden resultar irreversibles.
Los tatuajes en braille, una técnica que consiste en implantar pequeñas esferas en la piel, también surge como una alternativa a los tatuajes tradicionales. Esta técnica surge como respuesta a las personas con limitaciones visuales, ya que permite leer por medio del tacto. Louis Braille, un joven que perdió la vista después de sufrir un accidente, fue el creador del método braille después de «crear un sistema de puntos en relieve».

### Transdérmico
Los transdérmicos se colocan parcialmente debajo de la piel, es decir, una parte queda por dentro y la otra por fuera. Esto se hace a través de un proceso conocido como «perforación dérmica», que consiste en utilizar un sacador cutáneo, herramienta que sirve para realizar perforaciones redondas de diferentes tamaños. Una vez colocado el implante la parte que sobresale es normalmente visible, semejante a un punzón.

## Procedimiento
El procedimiento para un implante subdérmico es sencillo y no se necesita anestesia. Primero se realiza una incisión hasta la capa subcutánea de la piel. Se separa el tejido subcutáneo de la fascia por medio de un elevador dérmico, después se coloca el implante y por último se sutura la herida. En ocasiones se aplica esparadrapo para minimizar el movimiento mientras el tejido de la piel se adapta al implante.
En Reino Unido, Australia y los Estados Unidos, los implantes anticonceptivos se colocan debajo de la piel utilizando un dispositivo especial similar a una jeringa grande o una pinza de metal para perforar las orejas. Una vez colocado el implante se retira la jeringa y se protege la herida con vendas. En algunos casos se aplica anestesia local, pero no es necesario, debido a que generalmente el corte es pequeño.
Este procedimiento se puede realizar en cualquier parte del cuerpo, incluso en los genitales. En este lugar puede proporcionar cierto grado de estimulación y generalmente se implantan cuentas pequeñas.

### Cuidados
Estos implantes son tratados cuidadosamente como muchas otras modificaciones corporales. De acuerdo con la iglesia de la modificación del cuerpo, «la parte más importante del postoperatorio es mantener las suturas limpias y secas». También se sugiere el uso de productos de papel para limpiar y cubrir la zona en lugar de otros como la tela ya que estas pueden contener muchas bacterias. Las suturas se pueden limpiar con soluciones diseñadas para la esterilización de las perforaciones. Otros cuidados implican la limpieza periódica y la consulta del médico o el profesional para retirar los puntos quirúrgicos.
Como parte de la filosofía de la iglesia, los ministros y líderes animan a todos sus fieles a conocer su cuerpo y realizarse las modificaciones que consideren necesarias. Además, está permitido visitar a un médico para obtener más información sobre algún problema relacionado con el implante.

### Riesgos
Los implantes mamarios, siendo similares a la cirugía plástica, presentan grandes riesgos para la salud. El cuerpo puede rechazar el objeto insertado, además se pueden presentar trastornos, problemas con la cicatrización, hemorragias, necrosis en los tejidos y reacciones alérgicas, entre muchos otros. Por este motivo se considera una modificación extrema y con mayores «riesgos que cualquier otra forma de modificación corporal». Los cortes sobre la piel se deben llevar a cabo en un ambiente estéril, con todas las precauciones y cuidados con el fin de prevenir infecciones. Sin embargo, esto se ha convertido en una importante fuente de controversia por parte de profesionales de la medicina, ya que muchos de estos procedimientos se realizan por personas con poco o ningún tipo de conocimientos y en sitios donde el entorno carece de medidas de seguridad e higiene.
La industria de la modificación del cuerpo está tratando de hacer cambios significativos. El médico David A. Vidra, director general de Health Educators, fundó la compañía con el fin de educar a la industria de la modificación. En este centro especializado no solo se enseña al artista a realizar modificaciones de una manera segura, sino también, a ofrecer un conocimiento básico y detallado sobre temas relacionados con la anatomía humana, control de infecciones y heridas, esterilización, primeros auxilios, entre otros. A pesar de esto, otros profesionales de la salud todavía están preocupados. El doctor Phil Haeck, cirujano plástico afirma que existen personas que no están calificadas para hacer estos procedimientos. De hecho, cuando un implante no se realiza de la manera adecuada pueden surgir contratiempos. En algunos casos se necesitan cirugías reconstructivas o injertos de piel dependiendo de la complejidad del caso; en otros, cuando existen infecciones, se corre el riesgo de que los tejidos de la piel queden inertes.